# Cuadrilla de Vitoria
Die Comarca Cuadrilla de Vitoria ist eine der sieben Comarcas in der Provinz Álava.
Die im Zentrum der Provinz gelegene Comarca umfasst eine Gemeinde auf einer Fläche von 276,81 km².

## Gemeinden
| Gemeinde                     | Einwohner (2024) | Fläche km² | Dichte Einw./km² | Cod INE | Postleitzahl |
| ---------------------------- | ---------------- | ---------- | ---------------- | ------- | ------------ |
| Vitoria-Gasteiz              | 257.968          | 276,81     | 932              | 01059   | 01001–01015  |
| Comarca Cuadrilla de Vitoria | 257.968          | 276,81     | 932              | –       | –            |